# Тереки
Те́реки (карел. Törökkä) — деревня в составе Петровского сельского поселения Кондопожского района Республики Карелия Российской Федерации. Расположена на восточном берегу озера Мунозеро.

## Население
| 2002 | 2009 | 2010 | 2013 |
| ---- | ---- | ---- | ---- |
| 0    | ↗1   | ↗10  | ↘4   |